# Wiesenwühlmaus
Die Wiesenwühlmaus (Microtus pennsylvanicus) ist ein mittelgroßer Vertreter aus der Familie der Wühler (Cricetidae). Die Körperlänge der Tiere beträgt zwischen 9 – 12,5 Zentimeter und die des Schwanzes 3,5 – 6,5 Zentimeter.

## Aussehen
Die Tiere haben einen länglichen, abgerundeten Körperbau. Die Stirn ist sehr flach, der Kopf ist kurz und die Ohren liegen eng am Körper an. Die Vordergliedmaßen sind nur halb so lang wie die Hinterbeine. Der Schwanz ist nur wenig behaart. Das Fell an der Körperseite ist braun, wobei es am Rücken etwas dunkler ist. Der Bauch und die Kehle sind weiß.

## Verbreitung und Lebensraum

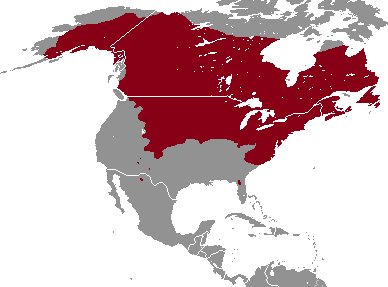
Verbreitungskarte der Wiesenwühlmaus

Die Wiesenwühlmaus kommt in Kanada und den Vereinigten Staaten vor. Sie bewohnt dort Graslandschaften und Wälder, meist in der Nähe von Gewässern.

## Lebensweise und Fortpflanzung

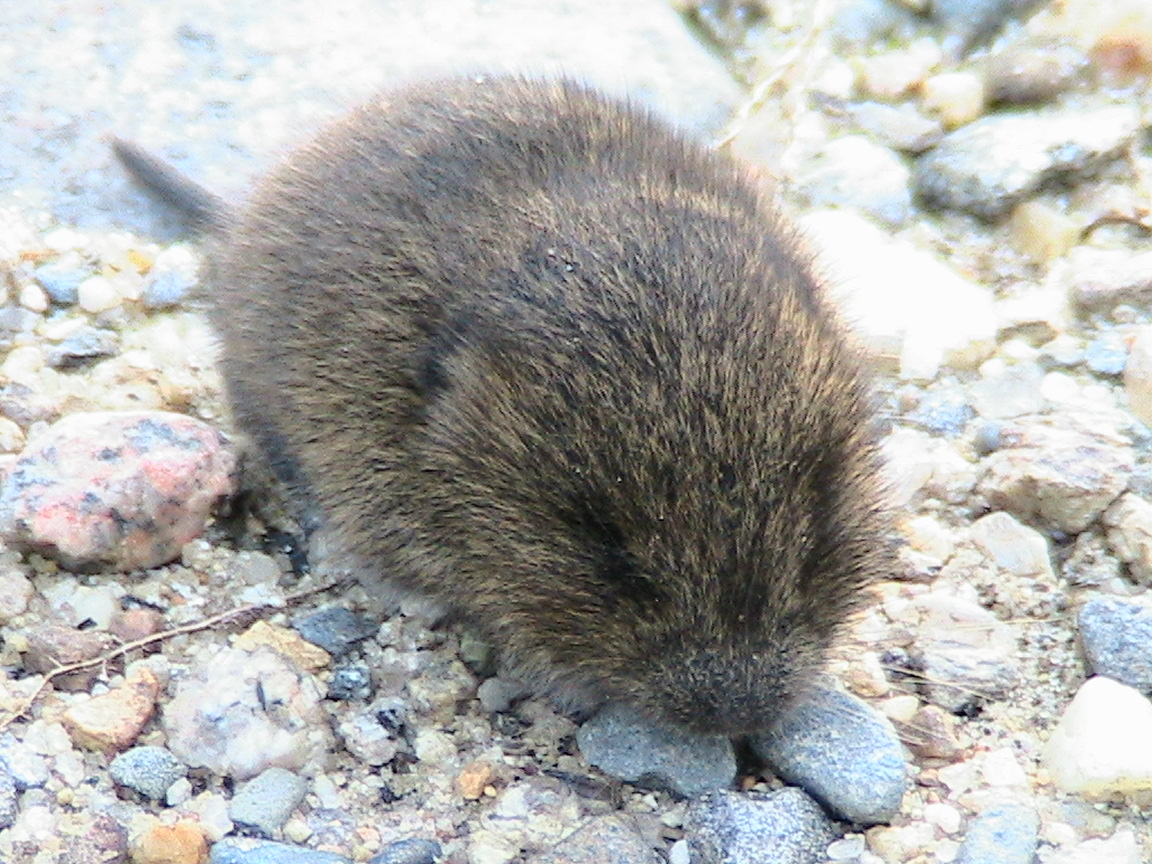
Junge Wiesenwühlmaus

Diese Tiere leben in Gesellschaft von Artgenossen, wobei jedes Tier sein eigenes Revier besitzt. Zur Markierung ihres Reviers werden bestimmte Stellen regelrecht abgemäht. Als Nahrung dienen ihnen Pflanzensamen, Gräser, Wurzeln und die Rinde verschiedener Baumarten. Ihre Wohnhöhlen bestehen aus langen Gängen mit eigenen Kesseln, die sie mit Gräsern auspolstern. Bei Gefahr trommeln die Tiere laut mit ihren Hinterpfoten, um ihre Artgenossen zu warnen. Die Weibchen sind sehr fruchtbar und bekommen im Jahr fünf- bis zehnmal Nachwuchs. Ein Wurf besteht aus bis zu neun Jungtieren, die nach der Geburt relativ nackt sowie blind und völlig auf die Fürsorge ihrer Mutter angewiesen sind. Die Tragezeit beträgt 3 Wochen. Die Weibchen sind schon im Alter von 3 Wochen geschlechtsreif.

## Gefährdung und Schutzmaßnahmen
Da diese Art noch relativ weit verbreitet ist und keinerlei konkrete Gefährdungen bekannt sind, wird sie von der IUCN als ungefährdet (Least Concern) gelistet.